# گوه‌برگ‌ها
گُوِه‌برگ‌ها (نام علمی: Sphenophyllum) نام یک سرده از راسته گوه‌برگ‌سانان است.